# FM Milenium
FM Milenium es una estación de radio argentina que transmite desde Buenos Aires.

## Historia
Comenzó a transmitir, desde Avenida Entre Ríos 1931, en la licencia donde operaba La Rocka (antes Rock & Pop), otorgada por el Estado a Radiodifusora Esmeralda S.A.

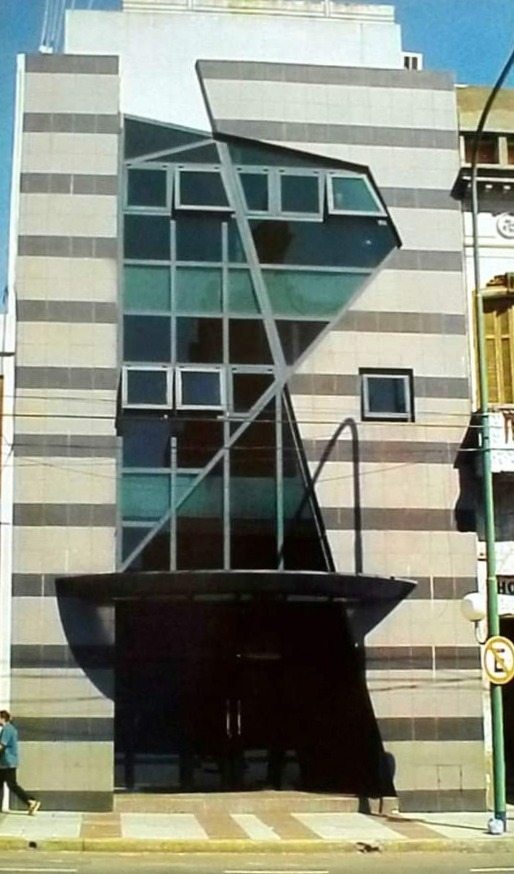
Avenida Entre Ríos 1931: Instalaciones donde funcionaron los estudios de la emisora y que compartió entonces con Radio Splendid y Radio Buenos Aires

En agosto de 2002 rompió su vínculo con la compañía antes mencionada. A partir de junio de 2003 comenzó a transmitir, desde El Salvador 4753, en la licencia donde operaba RTL: Radio Tropical Latina.
En octubre de 2005 comenzó a transmitir en la licencia donde operaba X4 Radio (antes Nostalgie), otorgada entonces por el Estado a Radiodifusora Milenium S.A.
En 2010 trasladó sus operaciones a Franklin D Roosevelt 1815.
Actualmente emite desde los estudios ubicados el 11 de septiembre de 1888 al 3585, en el barrio de Núñez de la Ciudad Autónoma de Buenos Aires.

## Programación
Actualmente tiene al aire una grilla que se compone de programas periodísticos, de interés general y musicales). Además cuenta con su propio servicio de noticias y con segmentos de música programada.